# کریم زازا
کریم زازا (عربی: كريم زازا؛ زادهٔ ۹ ژانویهٔ ۱۹۷۵) بازیکن فوتبال اهل مراکش بود.
از باشگاه‌هایی که در آن بازی کرده‌است می‌توان به باشگاه فوتبال کپنهاگن، باشگاه فوتبال روت‌وایس اسن، و باشگاه فوتبال بروندبی اشاره کرد.
وی همچنین در تیم ملی فوتبال مراکش بازی کرده‌است.